# ディアブロ (潜水艦)
|          |                                                                           |
| 艦歴     |                                                                           |
| 発注     |                                                                           |
| 起工     | 1944年8月11日                                                             |
| 進水     | 1944年12月1日                                                             |
| 就役     | 1945年3月31日                                                             |
| 退役     | 1964年6月1日                                                              |
| その後   | パキスタンに貸与、1971年12月4日戦没                                       |
| 除籍     | 1971年12月4日                                                             |
| 性能諸元 |                                                                           |
| 排水量   | 1,570トン（水上）、 2,414トン（水中）                                     |
| 全長     | 311.8 ft                                                                  |
| 全幅     | 27.4 ft                                                                   |
| 吃水     | 15.3 ft                                                                   |
| 機関     | フェアバンクス＝モース ディーゼルエンジン エリオット・モーター発電機4基   |
| 最大速   | 20.25ノット (38 km/h)（水上） 8.75ノット (16 km/h)（水中）                |
| 航続距離 | 11,000カイリ（10ノット時） （19 km/h 時に 20,000 km）                     |
| 試験深度 | 400ft (120m)                                                              |
| 乗員     | 士官7名、兵員69名                                                         |
| 兵装     | 5インチ砲1基、20ミリ機銃2基、30口径7.62ミリ機銃2基 21インチ魚雷発射管10門 |

ディアブロ (USS Diablo, SS/AGSS-479) は、アメリカ海軍の潜水艦。テンチ級潜水艦の一隻。艦名はスペイン語で「悪魔」を表し、英名Devilfish・Seadevilと同じくアンコウ目またはイトマキエイ属を中心とした大型エイの総称を指す。アメリカ公文書では西インド諸島およびアメリカの南部海岸に生息するアカグツ科を由来と見なしている。

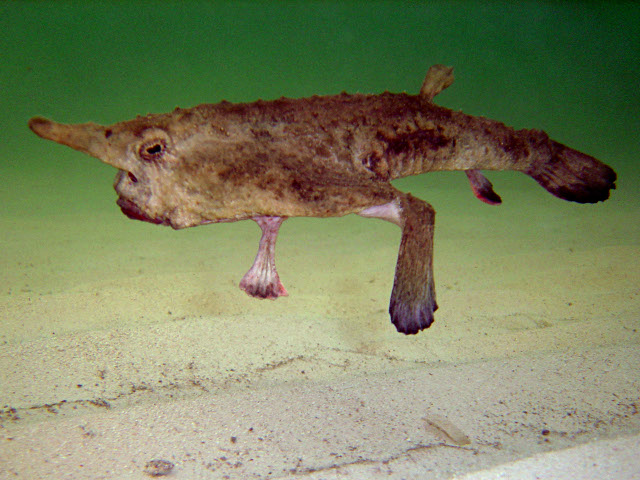
ニシフウリュウウオ（キューバ通称Pez diablo nato）

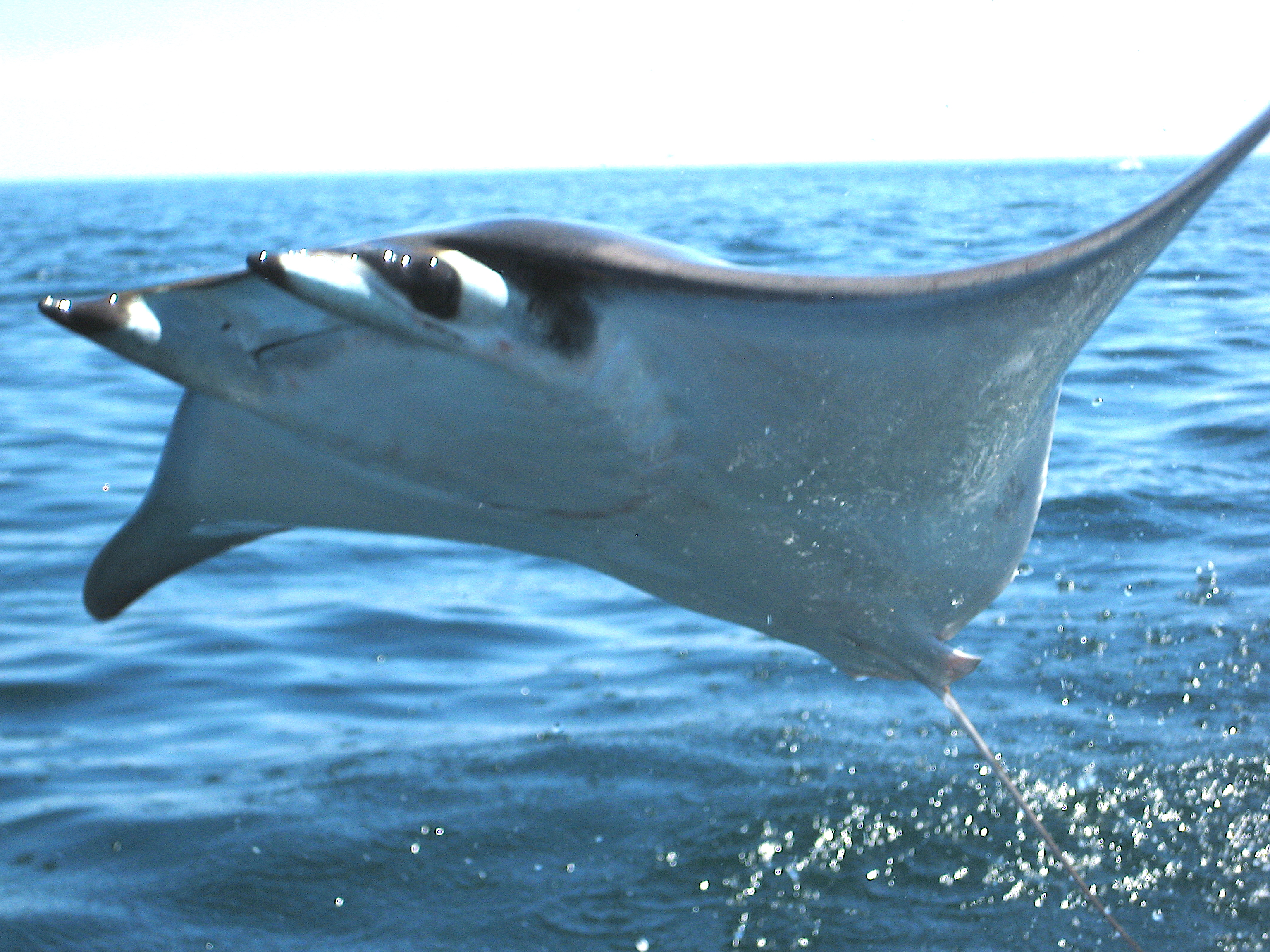
ベントフィン・デビルレイ（メキシコ通称Manta diablo）の同属種

## 艦歴
ディアブロは1944年8月11日にメイン州キタリーのポーツマス海軍造船所で起工した。12月1日にV・D・チャップリン夫人によって命名、進水し、1945年3月31日に艦長ゴードン・G・マサーソン少佐の指揮下就役する。5月から6月にかけてはニューロンドン、ニューポート、ポーツマスおよびフロリダ州キーウェスト海域で諸訓練を行い、訓練終了後にバルボアを経由して7月21日に真珠湾に到着した。
8月10日、ディアブロは最初の哨戒の準備のためサイパン島に向かった。同地に停泊して指令を待つこととされたが、戦争は8月15日に終了し、目的地はグアムに変更、8月22日に到着した。

### 戦後
ティアブロは8月31日に真珠湾に向けて出航し、同地を経て10月11日にニューヨークに到着する。10月にサウスカロライナ州チャールストンを訪れた後、1946年1月8日までニューヨークに停泊した。
1946年1月15日から1949年4月27日までディアブロはパナマ運河地帯を拠点として、カリブ海で水上部隊と共に艦隊演習に参加した。1947年8月23日から10月2日までディアブロはカットラス (USS Cutlass, SS-478) 、コンガー (USS Conger, SS-477) と共に模擬哨戒で南米の東海岸およびティエラ・デル・フエゴの周りを巡航した。3隻はチリのバルパライソを訪問し、9月に帰途に就く。ディアブロはキーウェストに向かい、1947年11月16日から12月9日まで対潜水艦戦演習に参加、1948年3月には海軍予備役兵訓練のためルイジアナ州ニューオーリンズから活動した。
ディアブロは1949年6月5日に新たな母港のバージニア州ノーフォークに到着し、訓練とキーウェストのソナー学校での訓練巡航を交互に行った。1952年には母港がニューロンドンに変更され、9月17日にニューロンドンに到着、潜水学校の訓練に装備を提供した。1954年5月3日から6月1日までキーウェストでの作戦開発部隊に配属され、新型装備および兵器の試験に従事する。1955年2月21日から3月28日までカリブ海で「スプリングボード」作戦に参加し、また潜水学校での任務も継続、カリブ海およびバミューダ沖で対潜水艦戦訓練および艦隊演習に従事、艦隊ソナー学校およびキーウェストの作戦開発部隊での任務にも参加した。1959年の2月から4月にかけてディアブロはパナマ運河を通過してコロンビア、エクアドル、ペルー、チリの沿岸を巡航、南米諸国の海軍部隊と共に演習を行った。1960年5月27日、ディアブロはフィラデルフィア海軍造船所に入渠し、オーバーホールが行われ作業は10月まで継続した。
1962年、ディアブロは AGSS-479　（実験潜水艦）に艦種変更された。

### パキスタン海軍で
1963年、ディアブロは相互防衛援助計画の下4年契約でパキスタンに貸与された。拡張オーバーホールおよびフリート・シュノーケル改修が行われ、1964年6月1日にパキスタン海軍で就役する。パキスタン海軍ではガーズィー (PNS Ghazi) の艦名で就役し、同年9月にカラチで任務に就いた。
ガーズィーは第二次印パ戦争の間に活動し、第三次印パ戦争において1971年12月4日、ヴィシャーカパトナムにおいて戦没した。インド側は駆逐艦ラージプートの爆雷攻撃によって撃沈したと発表したが、パキスタンは港に敷設された機雷に接触して沈没したと発表した。